# Henrik Scharling

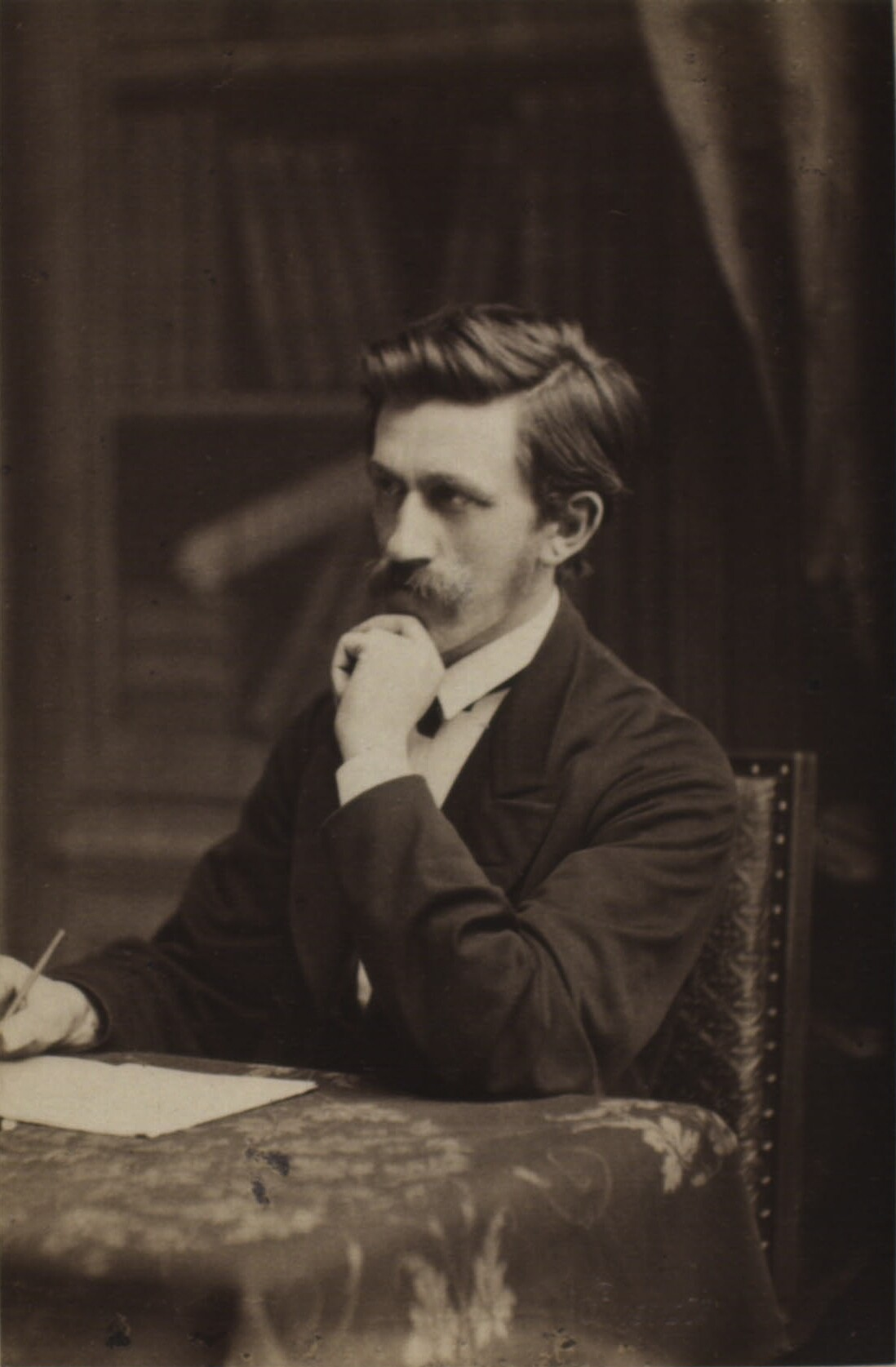
Henrik Scharling

Carl Henrik Scharling (* 3. Mai 1836 in Kopenhagen; † 6. Juni 1920 in Frederiksberg) war ein dänischer Schriftsteller.

## Leben
Carl Henrik Scharling wurde 1836 als Sohn eines Theologieprofessors geboren und religiös erzogen. Nach seinem glänzend bestandenen Staatsexamen führten ihn Reisen nach Griechenland, Ägypten, Palästina, Deutschland, Italien und in die Schweiz.
1866 habilitierte sich Scharling als außerordentlicher Dozent der Universität Kopenhagen, 1870 wurde er zum Professor der Theologie ernannt und übte das Lehramt bis 1916 aus.

## Werke
- Hauran. Reisebilder aus Palästina. Übersetzer: Peter Johann Willatzen. Bremen 1890 online – Internet Archive

Schon vor seinen Reisen hatte Scharling begonnen zu dichten und war bereits nach 1869 auch publizistisch tätig gewesen. Er hatte Erzählungen verfasst. Bekannt wurde er durch die drei Geschichten „Pastorat von Nöddebo“, „Zur Neujahrszeit (im Pastorat von Nöddebo)“ und eine Fortsetzung der ersten Geschichte.
Henrik Scharling schrieb die Erzählung „Zur Neujahrszeit im Pastorat zu Nöddebo“ im Jahr 1861, als er gerade eine Fahrt auf dem Nil machte. Diese Situation beschreibt er auch in einem der Erzählung vorangestellten Gedicht.
In „Zur Neujahrszeit“ verliebt sich ein junger Gast des Pastorats in die zwei Töchter des Pfarrers, bis der Junge am Ende feststellen muss, dass die beiden Mädchen schon mit seinen Brüdern liiert sind.
Carl Henrik Scharling schrieb diese Komödie unter dem Pseudonym „Nicolai“.
Das Buch wurde 1934 unter dem Titel "Nøddebo Præstegård" in Dänemark verfilmt (Remake 1974).
- Originaltitel: Ved Nytaarstid i Nøddebo Præstegaard
- Deutsche Ausgabe: Nicolai (Henrik Scharling): Zur Neujahrszeit. Erzählung. Übersetzt aus dem Dänischen von Peter Johann Willatzen. Berlin u. Leipzig: Buchverlag fürs Deutsche Haus, 1908.